# Igor Kostin
Igor Fiodorowicz Kostin (ukr. І́гор Фе́дорович Ко́стін, ur. 1936 na terenie dzisiejszej Mołdawii, zm. 9 czerwca 2015 w Kijowie) – radziecki i ukraiński fotograf oraz dziennikarz.

## Życiorys
Syn Nadieżdy Popowicz i Fiodora Kostina. Przyszedł na świat na terenie dzisiejszej Mołdawii. Jako fotograf pracował dla kijowskiego oddziału agencji Novosti. Wykonywał zdjęcia między innymi podczas wojny w Wietnamie oraz radzieckiej interwencji w Afganistanie. W dniu 26 kwietnia 1986 roku wraz z dwoma innymi fotografami znalazł się na miejscu katastrofy w Czarnobylskiej Elektrowni Jądrowej. Wraz z fotografami przeleciał helikopterem nad elektrownią wykonując około 20 zdjęć, jednak promieniowanie zniszczyło film. Jedyne ocalone zdjęcie z kliszy uchodzi za jeden z najbardziej charakterystycznych obrazów katastrofy. Potem Kostin fotografował jeszcze między innymi grupy likwidatorów oczyszczających strefę katastrofy. Zmarł w wyniku wypadku samochodowego pod Kijowem w 2015 roku.